# Chrysotus excretus
Chrysotus excretus är en tvåvingeart som beskrevs av Becker 1922. Chrysotus excretus ingår i släktet Chrysotus och familjen styltflugor. Inga underarter finns listade i Catalogue of Life.